# Rasmus Rasmussen
|  | Per a altres significats, vegeu «Rasmus Rasmussen (gimnasta)». |

Rasmus Rasmussen (Miðvágur, 1871-Tórshavn, 1962), també conegut com a Regin í Líð i Rasmus á Háskúlanum, va ser un mestre d'Universitat popular, escriptor i activista per a la independència feroès amb passaport danès.

## Vida
Rasmussen va néixer a Miðvágur el 13 d'agost de 1871, fill de Johannes Rasmussen i Ata Haraldsdatter.
La seva educació no va ser gaire diferent que la de la majoria de nens de les illes Fèroe d'aquella època, i es va dedicar a anar fent treballs ocasionals quan no anava a l'escola.
Va estudiar amb Jacob Jacobsen de Tórshavn, i va ser membre de la primera promoció de l'Escola de Professors de les Illes Fèroe (feroès Føroya Læraraskúli), després de passar un any acadèmic en una Universitat popular de Dinamarca. L'esposa de Jacobsen, Anna Kjelnæs, també havia assistit a una Universitat popular de Dinamarca, i aquí és on Rasmussen va entrar en contacte amb el moviment de les Universitats populars.

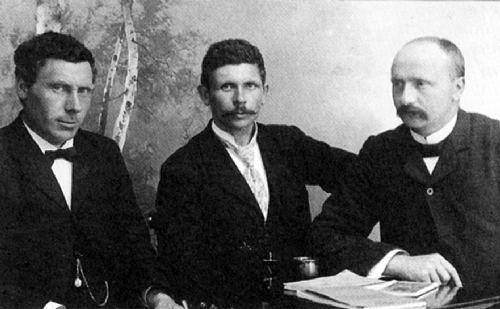
Símun av Skarði, Rasmus Rasmussen i Símun Pauli úr Konoy (d'esquerra a dreta)

Estava tan interessat en anar a l'escola que el 1892 va deixar la granja familiar (per la qual tenia una preferència anomenada odelsrett, pròpia dels sistemes nòrdics) i va començar a assistir al departament d'artesania de la Universitat Popular de Vallekilde (danès: Vallekilde Højskole), on va romandre durant dos anys acadèmics, treballant-hi com a fuster els estius.
Durant el curs 1896-1897 va assistir a la Universitat Popular d'Askov (danès: Askov Højskole), on va conèixer al seu compatriota Símun av Skarði, de qui va esdevenir company de feina i millor amic. El 1904 es va casar amb la germana de Símun, Anna Suffía av Skarði. Rasmussen també va assistir a l'Escola Estatal de Mestres (danès: Statens Lærerhøjskole) de Copenhaguen, on es va dedicar a estudiar ciència.
L'esposa de Rasmussen, Anna Suffía, va treballar com a superintendent de la Universitat Popular de les Illes Fèroe (feroès Føroya Fólkaháskúli), després que Símun av Skarði i Rasmus Rasmussen la fundessin a Klaksvík el 1899. Aquesta continua sent l'única Universitat popular de les Illes Fèroe, i va esdevenir la primera escola que ensenyava en feroès. L'escola es va traslladar a Tórshavn el 1909, i Rasmussen va exercir-hi com a mestra fins que es va retirar el 1947.
Rasmussen va morir a Tórshavn el 5 d'octubre de 1962.

## Polític
Rasmussen va ser un ferm defensor de la independència de les Illes Fèroe. Va servir al Løgting (Parlament de les Illes Fèroe) com a representant de Norðoyar (el conjunt de les sis illes al nord-est de les Illes Fèroe) entre 1914 i 1928, pel Sjálvstýrisflokkurin (que podríem traduir del feroès com Partit de l'Autogovern).

## Escriptor
Rasmussen va publicar la seva primera novel·la feroesa, Babelstornið (La Torre de Babel), el 1909. El 1910 va publicar el primer llibre de text sobre botànica de les Illes Fèroe.